# M00001
M00001 (banknot) – pierwszy australijski banknot czego dowodem jest jego numer serii M0001. Został wydany 1 maja 1913 roku i ma nominał 10 szylingów. Banknot odnaleziono w 1999 roku w rzeczach Judith Denmem córki Thomasa Denmana, który sprawował na początku XX wieku urząd generalnego gubernatora Australii. Banknot był podarunkiem od premiera Australii Andrew Fishera dla gubernatora. Pięcioletnia wówczas Judith Denmem ręcznie wypisała na nim numer serii. Banknot zachował się w nienagannym stanie i był już parokrotnie sprzedawany m.in. w 2008 roku za blisko 2 mln dolarów. W 2013 roku został on ponownie wystawiony na aukcję za kwotę 3,6 mln dolarów.